# Calathea lucianii
Calathea lucianii là một loài thực vật có hoa trong họ Marantaceae. Loài này được (Linden) Cogn. & Marchal mô tả khoa học đầu tiên năm 1874.